# 12ns Premis del Cinema Europeu
Els 12ns Premis del Cinema Europeu, presentats per l'Acadèmia del Cinema Europeu, van reconèixer l'excel·lència del cinema europeu. La cerimònia va tenir lloc el 4 de desembre de 1999 a l'edifici del Teatre Schiller de Berlín. Els dos presentadors de la cerimònia foren novament l'actor i director de cinema anglès Mel Smith i l'actriu francesa Carole Bouquet.

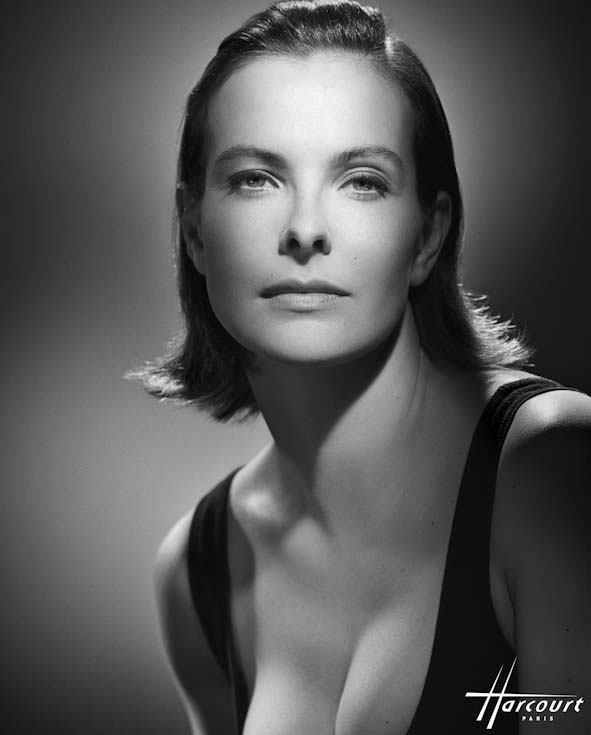
Carole Bouquet, presentadora de l'edició

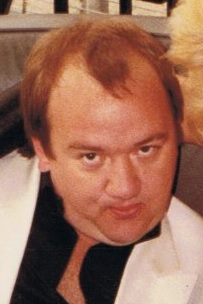
Mel Smith, presentador de l'edició

En comparació amb l'any anterior, no hi va haver grans canvis en els premis i es van mantenir les quinze categories de premis, afetint-se la de millor curtmetratge. La selecció preliminar va incloure 31 obres, que van ser complementades per la Presidència de l'EFA amb Sunshine una pel·lícula de l'hongarès István Szabó que encara no s'havia vist a Europa i que es va estrenar al Festival Internacional de Cinema de Toronto el 13 de setembre.
Sunshine fou la pel·lícula més nominada (4 nominacions) de les que en va guanyar tres, però fou superada com a millor pel·lícula per Todo sobre mi madre de Pedro Almodóvar, que també va obtenir el premi a la millor actriu per a Cecilia Roth i el premi al millor director votat pel públic. El premi a la trajectòria fou atorgat al compositor Ennio Morricone i el premi a la millor aportació al cinema mundial fou atorgada a l'actor espanyol Antonio Banderas i el director de cinema franco-polonès Roman Polanski.

## Pel·lícules seleccionades
1. 23 – Nichts ist so wie es scheint - director: Hans-Christian Schmid
2. A Carta - director: Manoel de Oliveira
3. Adieu, plancher des vaches! - director: Otar Iosseliani
4. An Ideal Husband - director: Oliver Parker
5. Apo tin akri tis polis (Από την άκρη της πόλης) - director: Constantine Gianaris
6. Bare skyer söder stjernen - director: Torun Lian
7. Avui comença tot - director: Bertrand Tavernier
8. Deni polnolunia (День польнолуния) - director: Karen Xakhnazarov
9. East is East - director: Damien O'Donnell
10. El milagro de P. Tinto - director: Javier Fesser
11. Fucking Åmål - director: Lukas Moodysson
12. Fuori dal mondo - director: Giuseppe Piccioni
13. Güneşe Yolculuk - director: Yeşim Ustaoğlu
14. Juha - director: Aki Kaurismäki
15. La niña de tus ojos - director: Fernando Trueba
16. Le petit voleur - director: Érick Zonca
17. Le temps retrouvé - director: Raúl Ruiz
18. L'humanité - director: Bruno Dumont
19. Mifunes sidste sang  - director: Søren Kragh-Jacobsen
20. Molokh (Молох) - director: Aleksandr Sokúrov
21. Nachtgestalten - director: Andreas Dresen
22. Návrat idiota - director: Saša Gedeon
23. Notting Hill - Director: Roger Michell
24. Ratcatcher - director: Lynne Ramsay
25. Romance X - directora: Catherine Breillat
26. Rosetta - dirigida pels Luc i Jean-Pierre Dardenne
27. St. Pauli Nacht - director: Sönke Wortmann
28. The War Zone - director: Tim Roth
29. Todo sobre mi madre - director: Pedro Almodóvar
30. El tren de la vida - director: Radu Mihăileanu
31. Despertant en Ned director: Kirk Jones

## Guanyadors i nominats
Els guanyadors estan en fons groc i en negreta.

### Millor pel·lícula europea
| Títol               | Director(s)                | Productor(s)                                                                    | País                                  |
| ------------------- | -------------------------- | ------------------------------------------------------------------------------- | ------------------------------------- |
| Todo sobre mi madre | Pedro Almodóvar            | Agustín Almodóvar                                                               | Espanya                               |
| Fucking Åmål        | Lukas Moodysson            | Lars Jönsson                                                                    | Suècia                                |
| Mifunes sidste sang | Søren Kragh-Jacobsen       | Birgitte Hald Morten Kaufmann                                                   | Dinamarca                             |
| Molokh              | Aleksandr Sokúrov          | Andrei Deriabin Thomas Kufus Rio Santani Michael Schmid-Ospach Viktor Sergueiev | Rússia                                |
| Notting Hill        | Roger Michell              | Duncan Kenworthy                                                                | Regne Unit                            |
| Rosetta             | Luc i Jean-Pierre Dardenne | Luc i Jean-Pierre Dardenne                                                      | Bèlgica                               |
| Sunshine            | István Szabó               | András Hámori Robert Lantos                                                     | Hongria · Àustria · Alemanya · Canadà |
| The War Zone        | Tim Roth                   | Sarah Radclyffe Dixie Linder                                                    | Regne Unit                            |

### Premi Fassbinder
| Títol        | Director(s) | Productor(s)                 | País       |
| ------------ | ----------- | ---------------------------- | ---------- |
| The War Zone | Tim Roth    | Sarah Radclyffe Dixie Linder | Regne Unit |

### Millor actriu europea
| Receptor(s)     | Títol                      |
| --------------- | -------------------------- |
| Cecilia Roth    | Todo sobre mi madre        |
| Nathalie Baye   | Une liaison pornographique |
| Penélope Cruz   | La niña de tus ojos        |
| Émilie Dequenne | Rosetta                    |
| Iben Hjejle     | Mifunes sidste sang        |

### Millor actor europeu
| Receptor(s)          | Títol                   |
| -------------------- | ----------------------- |
| Ralph Fiennes        | Sunshine                |
| Anders W. Berthelsen | Mifunes sidste sang     |
| Götz George          | Nichts als die Wahrheit |
| Rupert Everett       | An Ideal Husband        |
| Philippe Torreton    | Avui comença tot        |
| Ray Winstone         | The War Zone            |

### Millor guió europeu
| Receptor(s)                    | Títol         |
| ------------------------------ | ------------- |
| István Szabó · Israel Horovitz | Sunshine      |
| Saša Gedeon                    | Návrat idiota |
| Ayub Khan-Din                  | East is East  |

### Millor fotografia
| Receptor(s)                         | Títol                                |
| ----------------------------------- | ------------------------------------ |
| Lajos Koltai                        | La leggenda del pianista sull'oceano |
| Yves Cape                           | L'humanité                           |
| Aleksei Fiodorov · Anatoli Rodionov | Molokh                               |
| Jacek Petrycki                      | Güneşe Yolculuk                      |

### Millor documental - Prix arte
| Títol                              | Director(s)         | País     |
| ---------------------------------- | ------------------- | -------- |
| Buena Vista Social Club            | Wim Wenders         | Alemanya |
| Herr Zwilling und Frau Zuckermann  | Volker Koepp        | Alemanya |
| La chaconne d'Auschwitz            | Michel Daeron       | França   |
| La commission de la vérité         | André van In        | Bèlgica  |
| Mein liebster Feind - Klaus Kinski | Werner Herzog       | Alemanya |
| Mobutu, roi du Zaïre               | Thierry Michel      | Bèlgica  |
| Pripyat                            | Nikolaus Geyrhalter | Àustria  |

### Millor curtmetratge
| Títol                    | Director(s)      | País      |
| ------------------------ | ---------------- | --------- |
| Benvenuto a San Salvario | Enrico Verra     | Itàlia    |
| La différence            | Rita Küng        | Suïssa    |
| Senhor Jerónimo          | Inês de Medeiros | Portugal  |
| Vacancy                  | Matthias Müller  | Alemanya  |
| Wanted                   | Milla Moilanen   | Finlàndia |

### Millor pel·lícula no europea
| Títol                  | Director        | Productor                                               | País         |
| ---------------------- | --------------- | ------------------------------------------------------- | ------------ |
| Una història de debò   | David Lynch     | Mary Sweeney Neal Edelstein Alain Sarde                 | Estats Units |
| American Beauty        | Sam Mendes      | Bruce Cohen Dan Jinks                                   | Estats Units |
| Boys Don't Cry         | Kimberly Peirce | Jeffrey Sharp John Hart Eva Kolodner * Christine Vachon | Estats Units |
| Yi ge dou bu neng shao | Zhang Yimou     | Zhang Yimou                                             | Xina         |
| Phörpa                 | Khyentse Norbu  | Jeremy Thomas                                           | Bhutan       |

### Premis del Públic
Els guanyadors dels Premis Jameson Escollit pel Públic van ser escollits per votació en línia.

#### Millor director
| Receptor(s)     | Títol               |
| --------------- | ------------------- |
| Pedro Almodóvar | Todo sobre mi madre |

#### Millor actor
| Receptor(s)  | Títol      |
| ------------ | ---------- |
| Sean Connery | Entrapment |

#### Millor actriu
| Receptor(s)          | Títol      |
| -------------------- | ---------- |
| Catherine Zeta-Jones | Entrapment |

### Premi del mèrit europeu al Cinema Mundial
- Antonio Banderas
- Roman Polanski

### Premi FIPRESCI
- Adieu, plancher des vaches! d' Otar Iosseliani

### Premi a la carrera
- Ennio Morricone

## Galeria

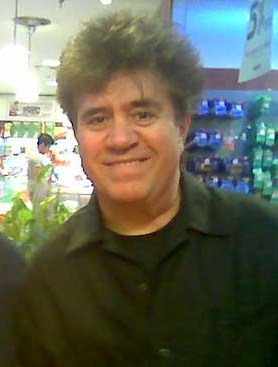
Pedro Almodóvar, millor pel·lícula i millor director (públic)
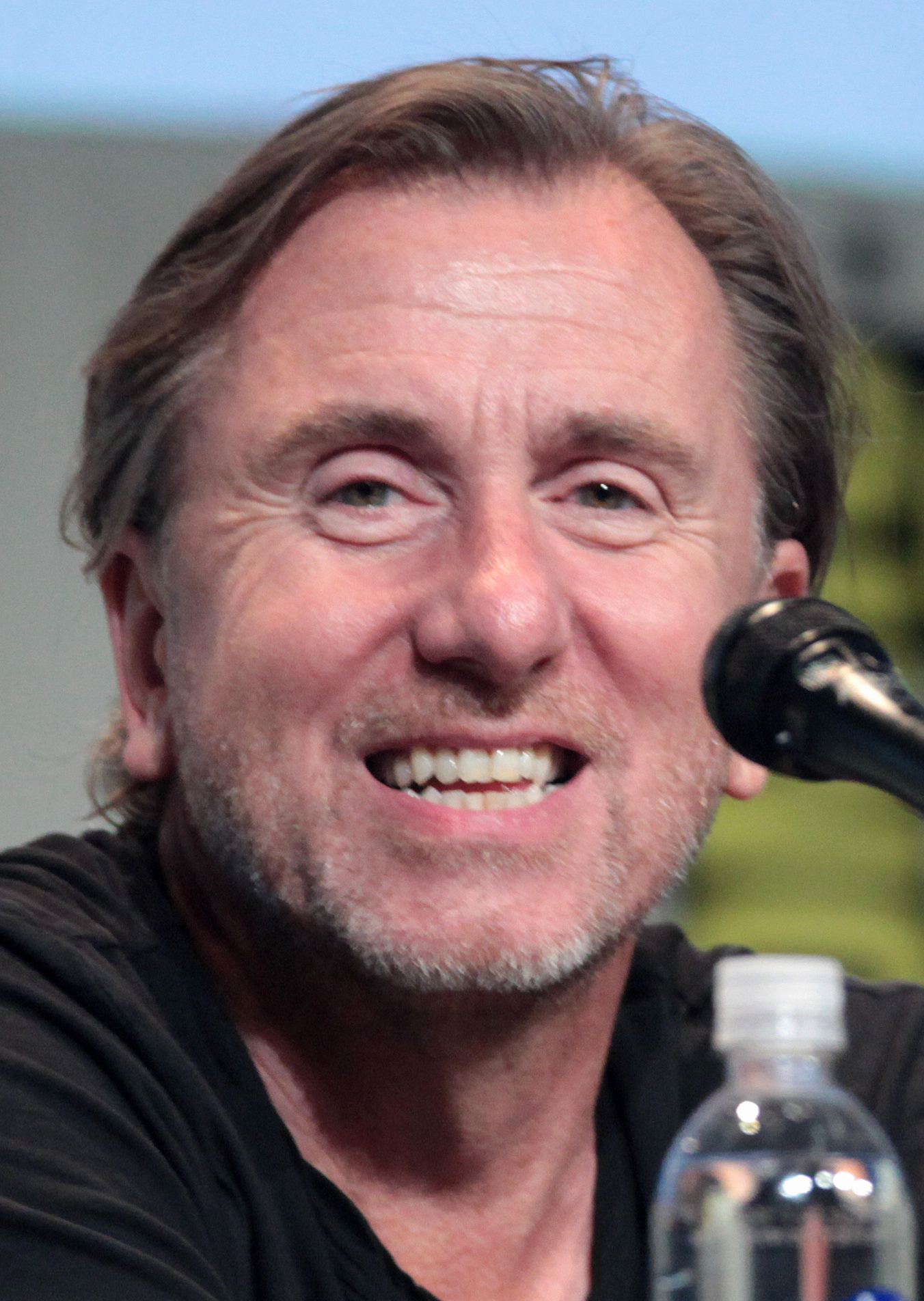
Tim Roth, premi Fassbinder
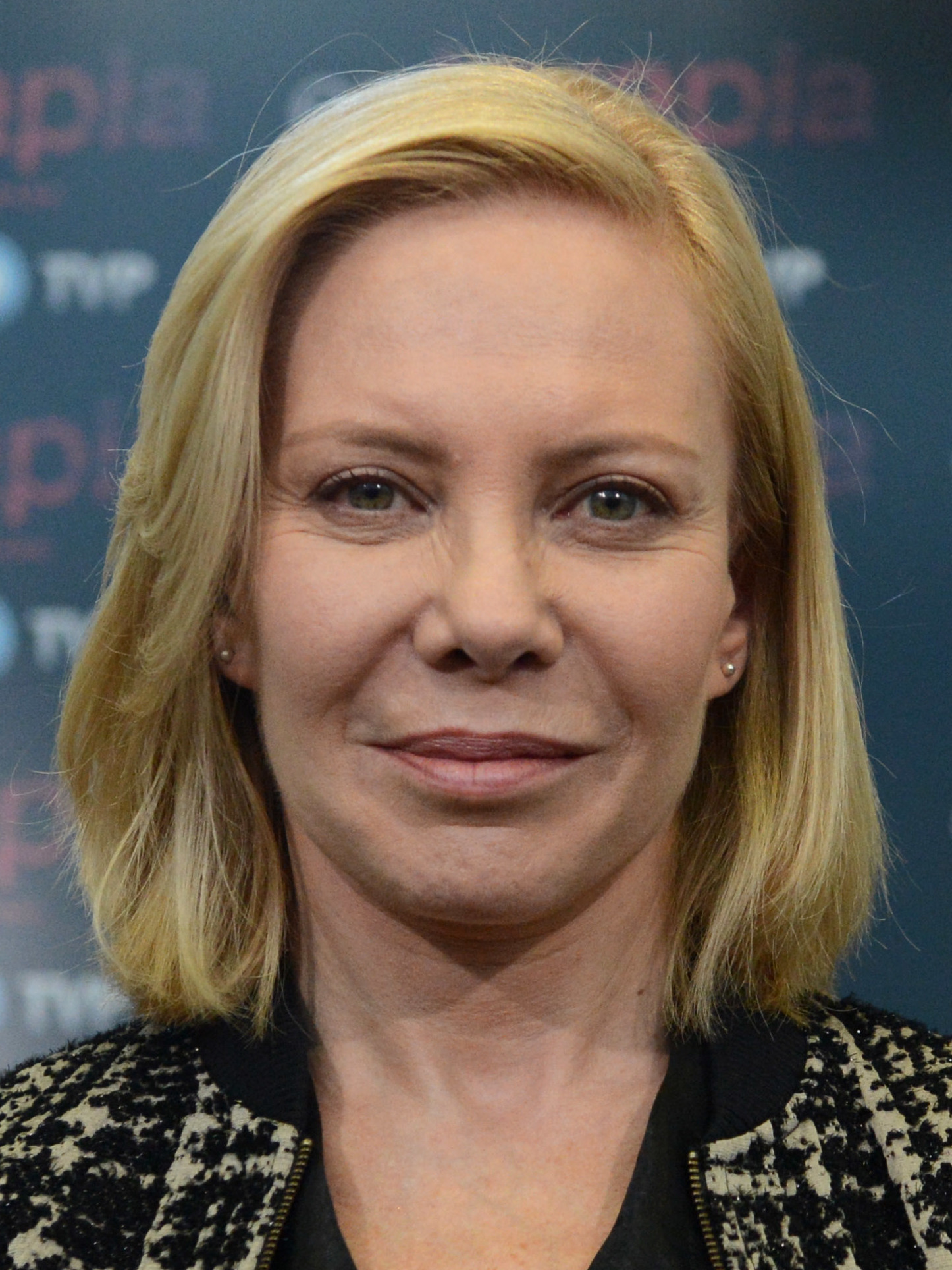
Cecilia Roth, millor actriu
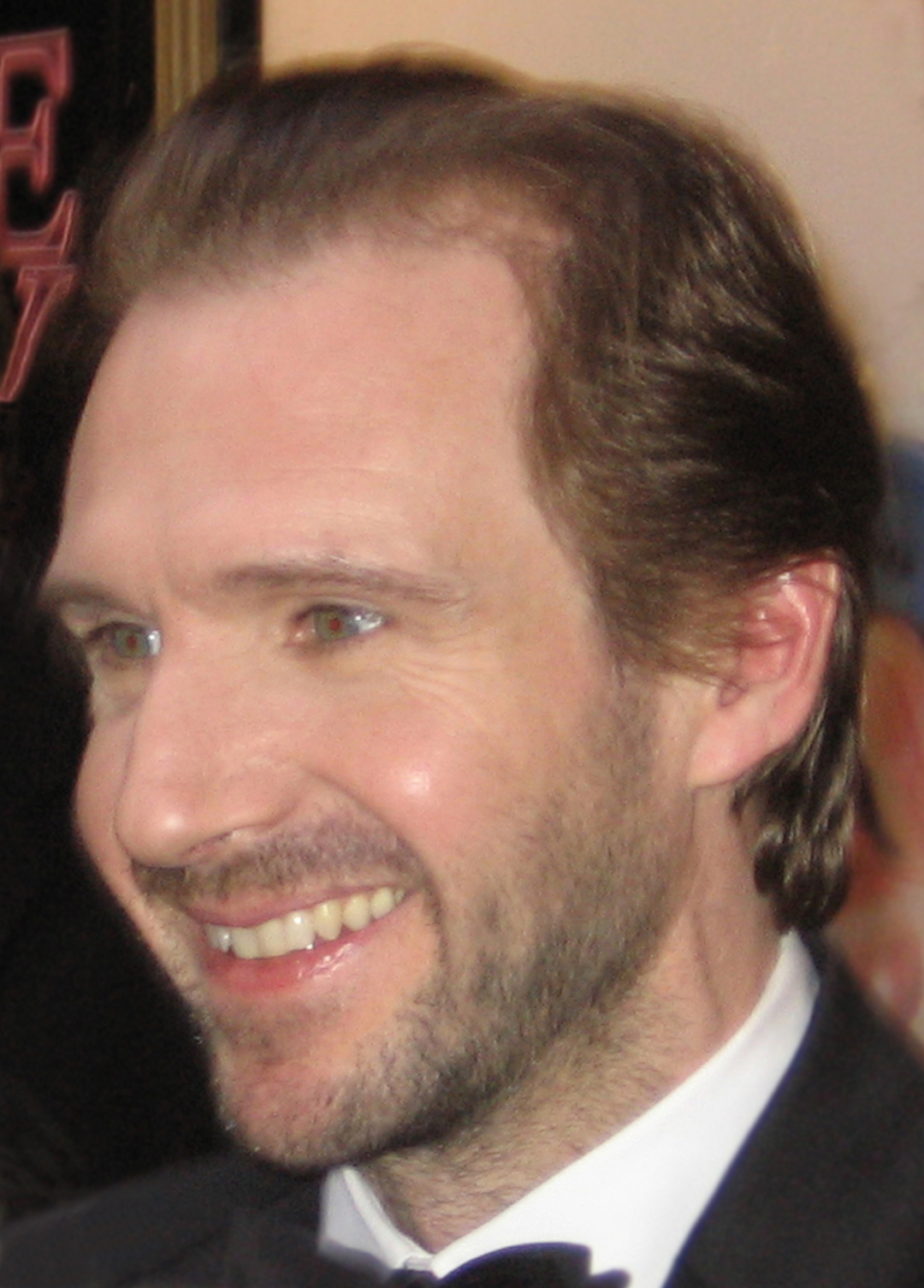
Ralph Fiennes, millor actor
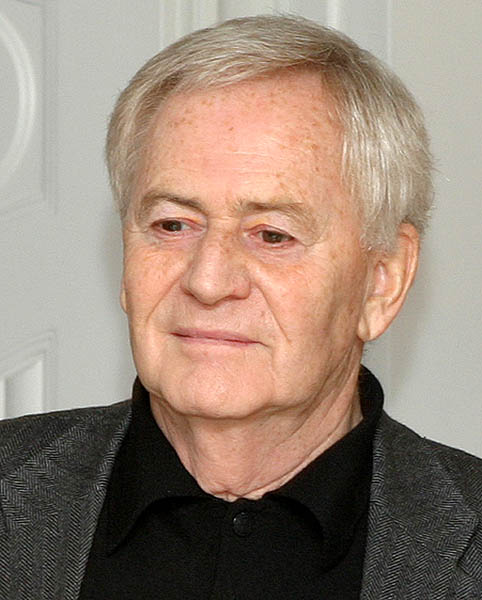
István Sazbó, millor guió
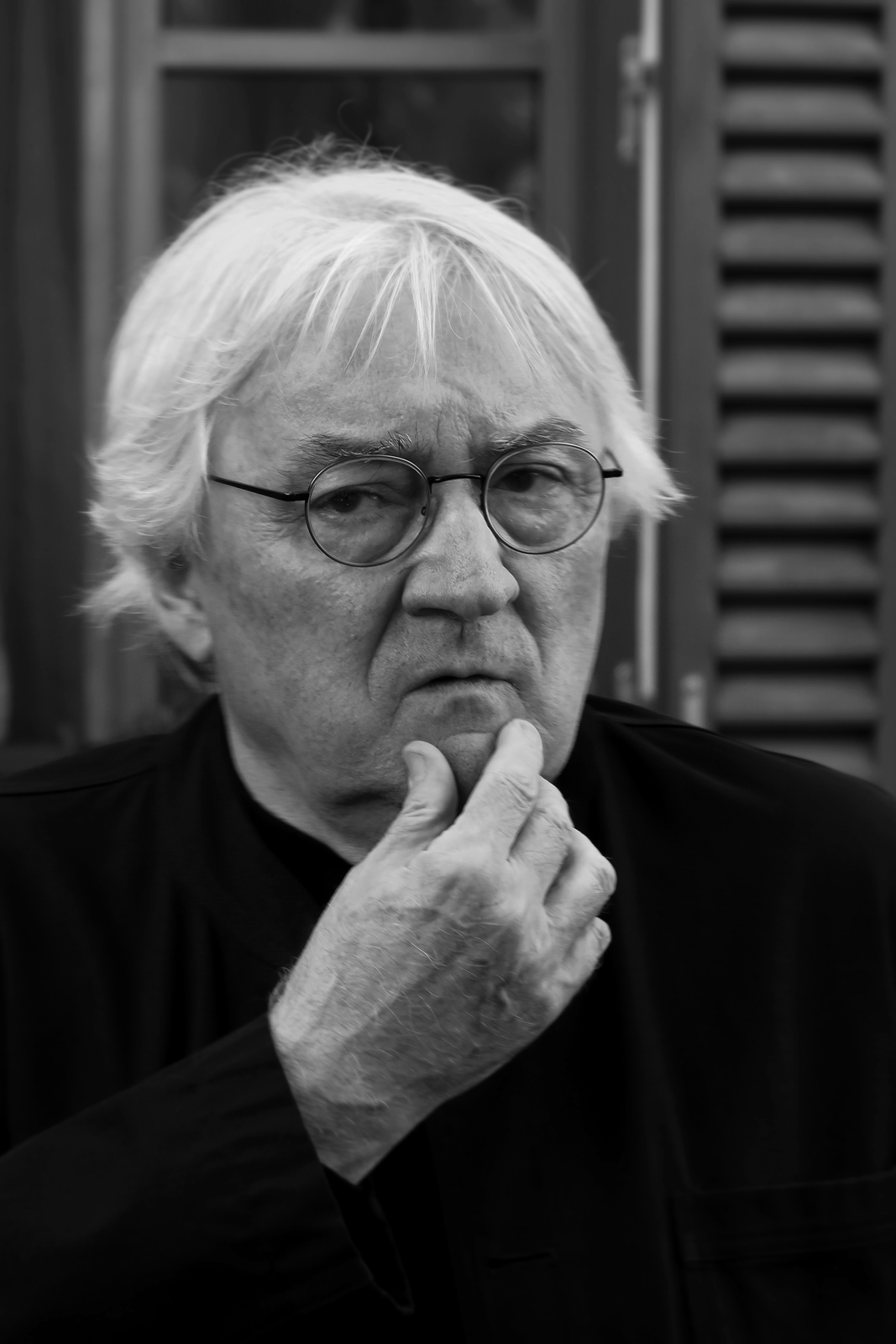
Lajos Koltai, millor fotografia
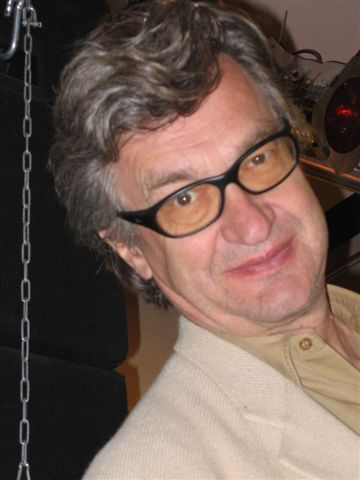
Wim Wenders, millor documental
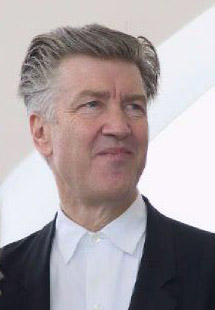
David Lynch, millor pel·lícula no europea
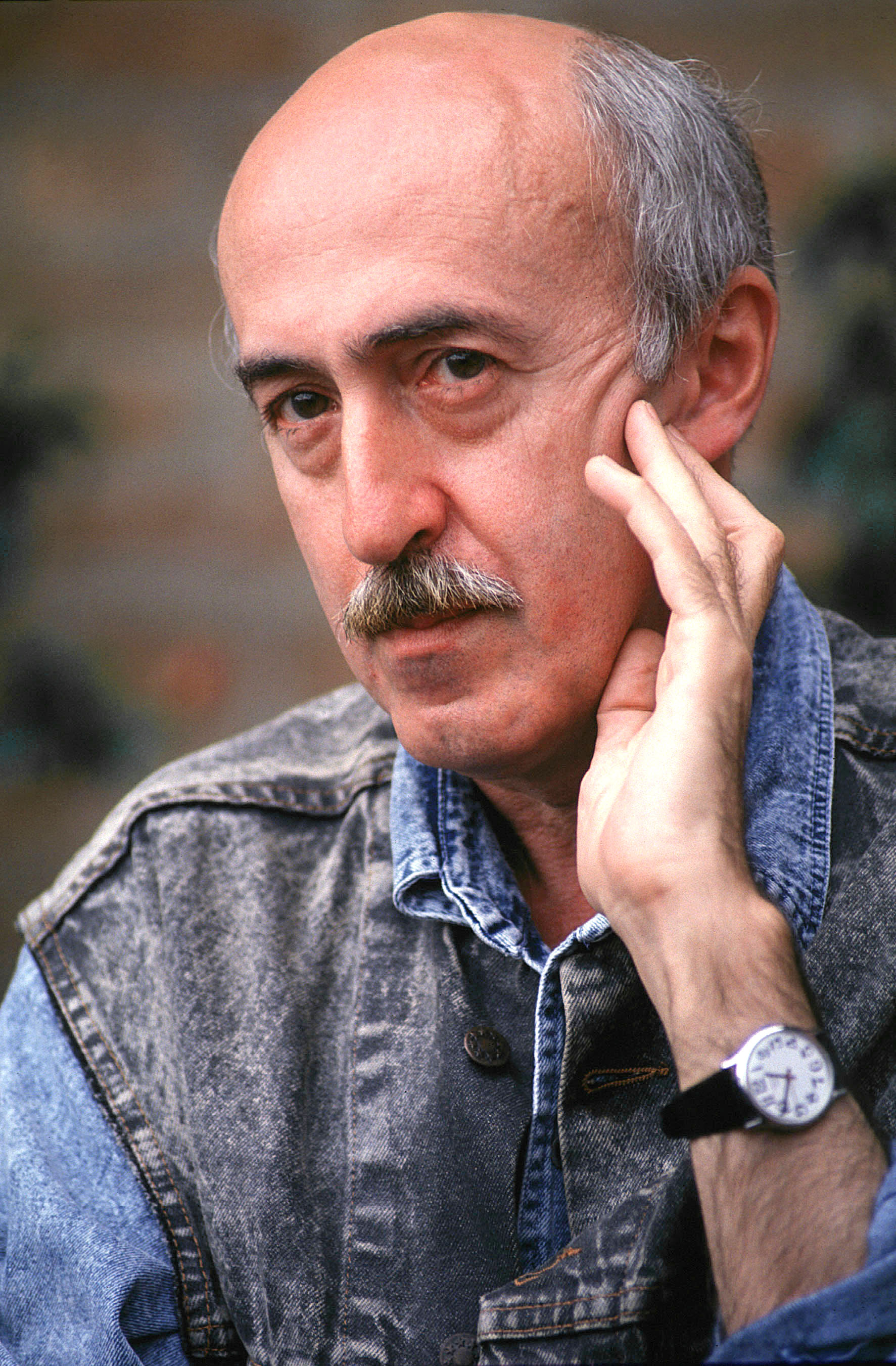
Otar Iosseliani, premi Fipresci
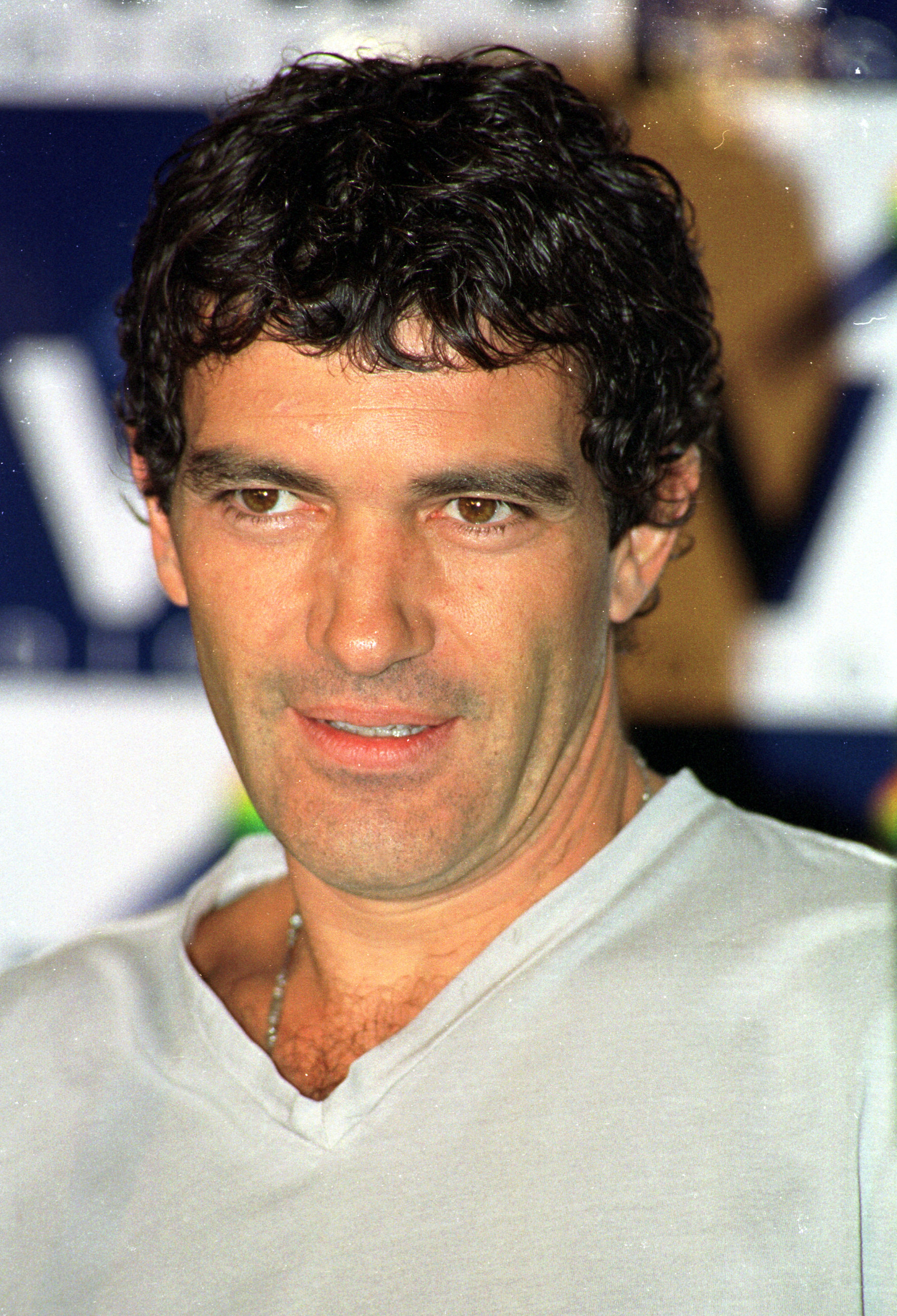
Antonio Banderas, millor contribució
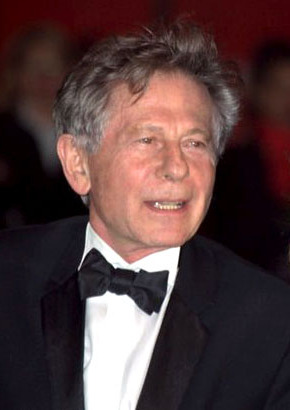
Roman Polanski, millor contribució
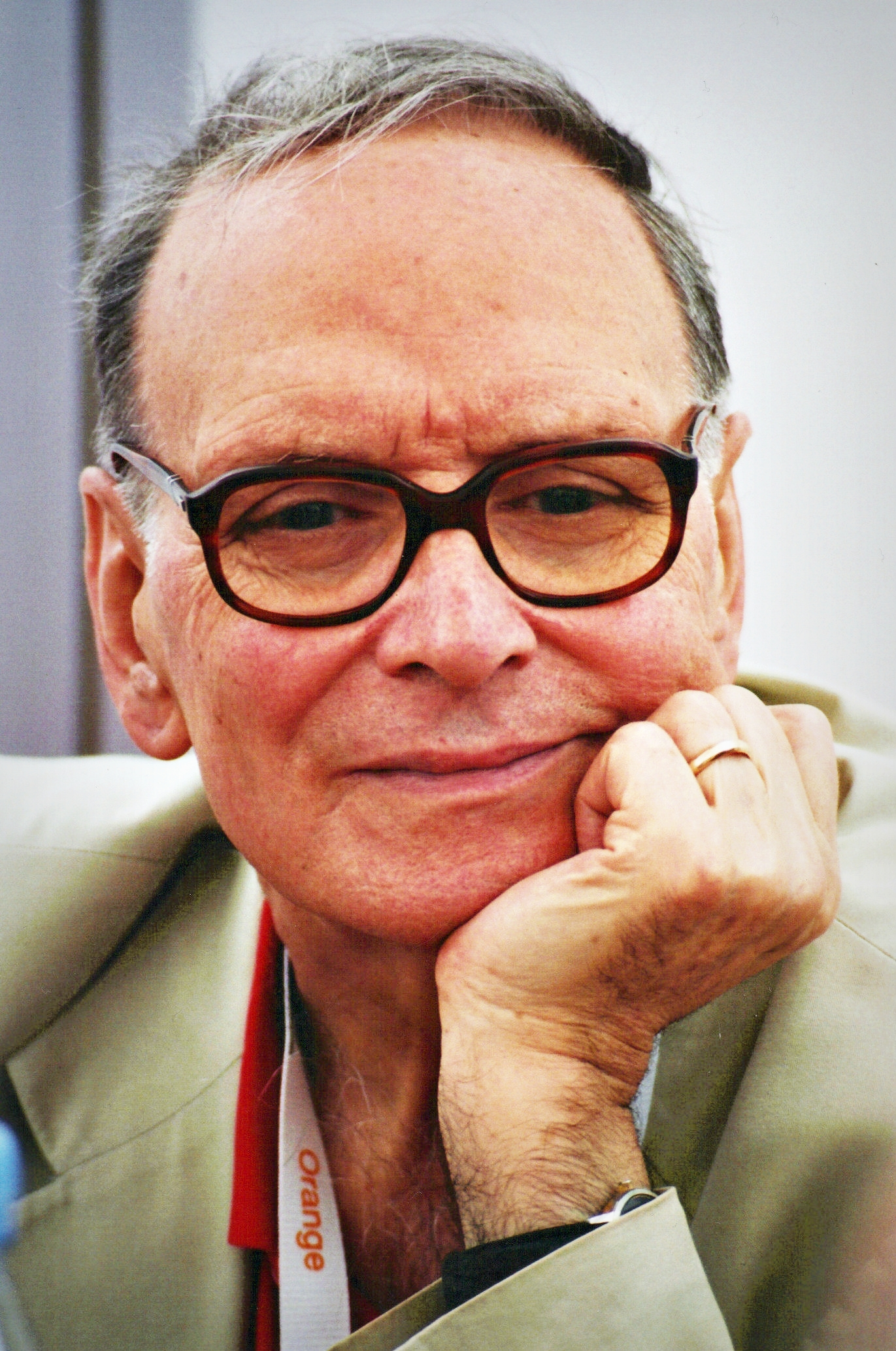
Ennio Morricone, premi a la trajectòria
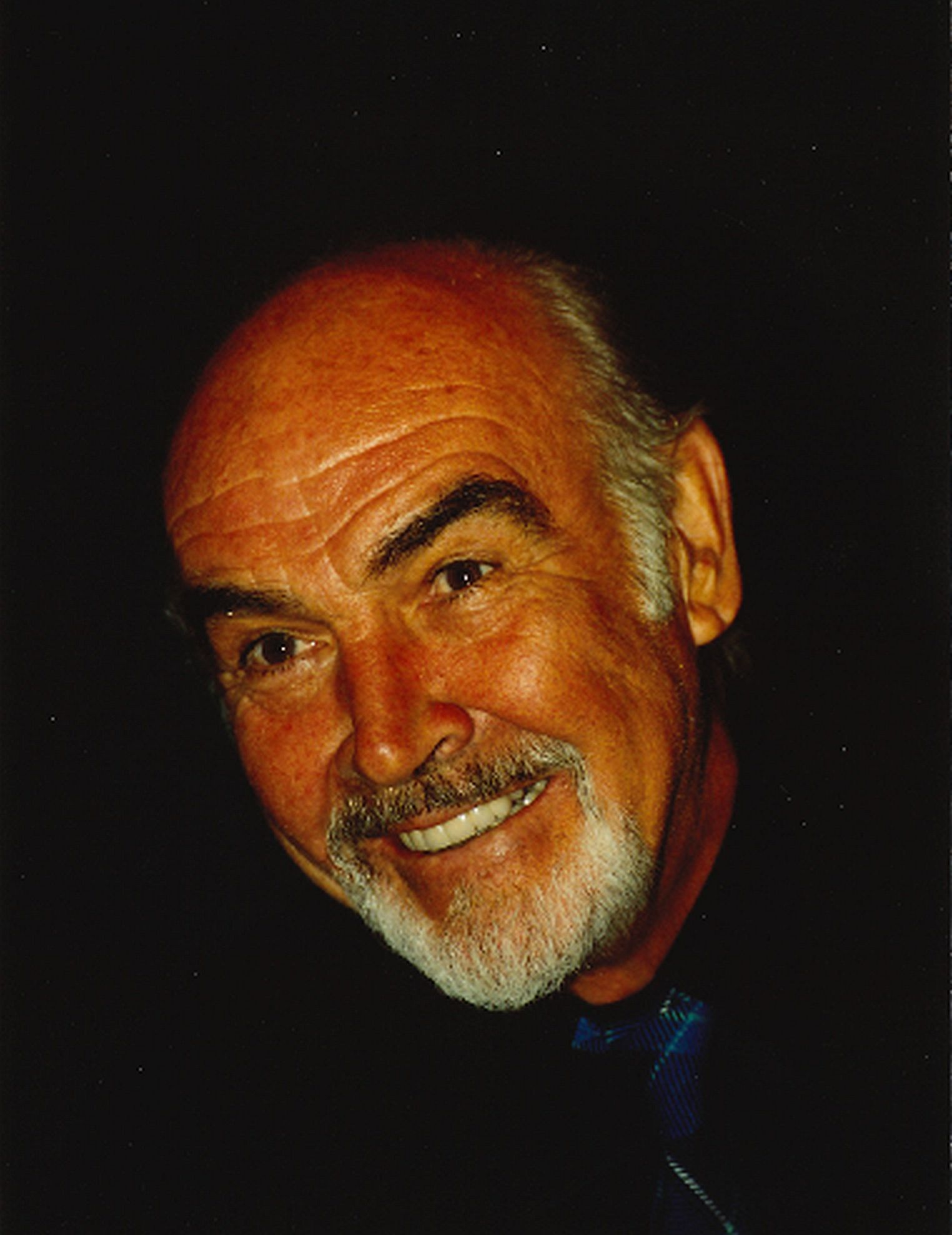
Sean Connery, millor actor (públic)
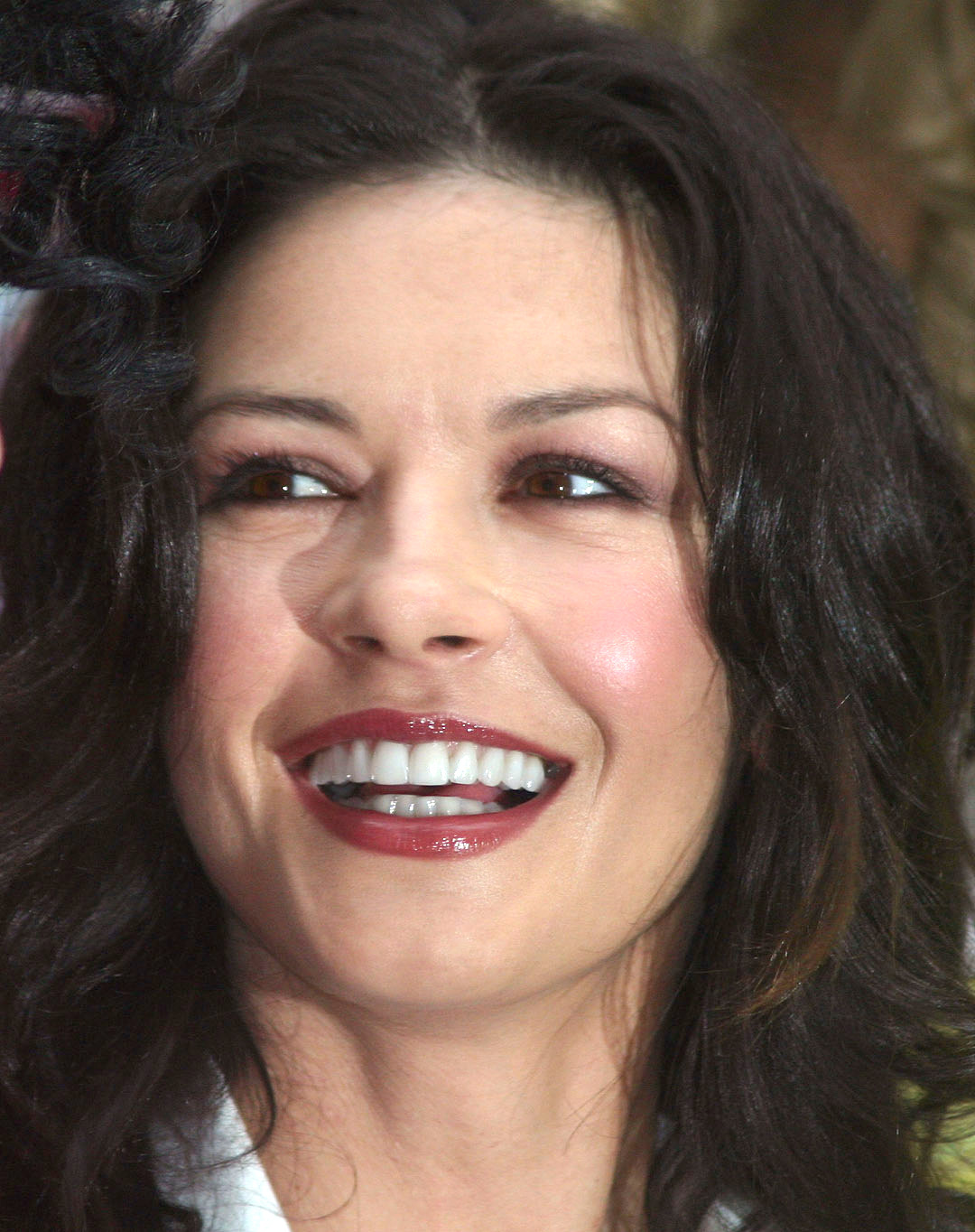
Catherine Zeta-Jones, millor actriu (públic)